# 長身管竺鯛
長身管竺鯛（學名：Siphamia elongata），又稱長身管天竺鯛，為輻鰭魚綱鈎頭魚目天竺鯛科管竺鯛屬下的一個種，分布於中西太平洋菲律賓至印尼海域，深度5至25公尺，本魚體橢圓，體稍側扁，頭大、眼大、口大且斜裂，頜齒細小，鋤骨和腭骨通常具齒，舌上無齒，體被弱櫛鱗，體灰色，體側具有褐色不規則的斑塊，斑塊間的間隙為白色，背鰭2個，尾鰭叉形，背鰭硬棘8枚、背鰭軟條9枚、臀鰭硬棘2枚、臀鰭軟條8枚，體長可達4.5公分，棲息珊瑚礁區，常躲在冠刺棘海膽刺中，夜間活動，屬肉食性，繁殖期時，雄魚具有口孵習性，卵約7日化成仔魚，由雄魚吐出，具短暫的仔魚飄浮期，生活習性不明。